# Ceroplesis hamiltoni
Ceroplesis hamiltoni là một loài bọ cánh cứng trong họ Cerambycidae.